# Petra Schersing

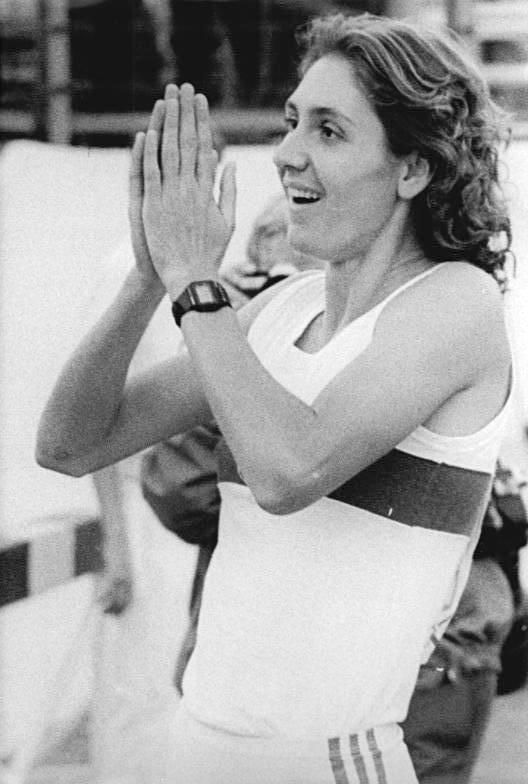
Petra Müller am 4. Juni 1988 bei der Olympiaqualifikation in Jena

Petra Schersing (* 18. Juli 1965 in Quedlinburg als Petra Müller) ist eine ehemalige deutsche Sprinterin und Olympiazweite, die für die DDR startete. Sie gewann im 400-Meter-Lauf und mit der 4-mal-400-Meter-Staffel acht Medaillen bei internationalen Wettbewerben.
Bei den Olympischen Spielen 1988 in Seoul gewann sie die Silbermedaille über 400 Meter zwischen Olha Bryshina und Olga Nasarowa (beide URS). In der 4-mal-400-Meter-Staffel gewann sie die Bronzemedaille (3:18,29 min, zusammen mit Dagmar Neubauer, Kirsten Emmelmann und Sabine Busch). Für diese Erfolge wurde sie mit dem Vaterländischen Verdienstorden in Silber ausgezeichnet.

## Weitere Erfolge
- Europameisterschaften 1986 in Stuttgart: Platz 3 im 400-Meter-Lauf (49,88 s); Platz 1 mit der 4-mal-400-Meter-Staffel (3:16,87 min, zusammen mit Kirsten Emmelmann, Sabine Busch und Marita Koch).
- Weltmeisterschaften 1987 in Rom: Platz 2 im 400-Meter-Lauf; Platz 1 mit der 4-mal-400-Meter-Staffel (3:18,63 min, zusammen mit Sabine Busch, Kirsten Emmelmann und Dagmar Neubauer)
- Europameisterschaften 1990 in Split: Platz 2 im 400-Meter-Lauf (50,51 s); Platz 1 mit der 4-mal-400-Meter-Staffel (3:21,02 min, zusammen mit Annett Hesselbarth, Grit Breuer und Manuela Derr)

Petra Schersing ist 1,80 m groß und wog in ihrer aktiven Zeit 65 kg. Sie gehörte dem SC Chemie Halle an und trainierte bei Harald Werner. In Oktober 1988 heiratete sie den Europameisterschafts-Dritten im 400-Meter-Lauf Mathias Schersing. Sie studierte zunächst Pflanzenzucht und wurde nach dem Ende der DDR Physiotherapeutin.